# زیگزاگ
زیگزاگ فیلمی به تهیه کنندگی سید امیر رضا شجاعی کارگردانی مجید توکلی و نویسندگی علیرضا کاظمی پور ساختهٔ سال ۱۳۸۸ است.

## خلاصه داستان
بیژن که در یک بنگاه معاملات املاک مشغول به کار است، بعد از به فروش رساندن یک ملک دستگیر شده و راهی زندان می‌شود. مدتی بعد وقتی بیژن از زندان به مرخصی می‌رود، اجازه بازگشت به زندان را پیدا نمی‌‌کند و...

## بازیگران
- مجید مظفری
- علی اوسیوند
- امیرحسین رستمی
- رامین راستاد
- شهره سلطانی
- بهرنگ علوی
- پرستو صالحی
- لیندا کیانی